# O Mundo É Plano: uma Breve História do Século XXI
O Mundo é Plano—Uma História Breve do Século XXI é um livro de 2005 escrito por Thomas Friedman editado em Portugal pela Actual Editora e no Brasil pela Objetiva.
O livro analisa o progresso da globalização com particular ênfase no princípio do século XXI.
O autor acredita que o Mundo é plano no sentido em que os campos de competição entre os países desenvolvidos e os países em via de desenvolvimento estão a ficar nivelados (apontando os exemplos da China e da Índia).
Como a capa da primeira edição indica, o título refere-se também à mudança na percepção que as pessoas tinham do mundo (antes redondo e agora plano) e à necessidade de uma igual mudança se países, companhias e indivíduos desejarem manter-se competitivos no mercado global, onde as divisões históricas, regionais e geográficas estão ficando cada vez menos relevantes.
O livro foi lançado em 2005 e depois relançado em 2006 e 2007, em edições actualizadas e ampliadas. O título foi inspirado numa frase do antigo CEO da Infosys, Nandan Nilekani.
Esteve disponível o audiobook para download gratuito após registo no site oficial do autor, até 11 de agosto de 2008.

## Sumário
No livro, Friedman revive uma viagem a Bangalore, Índia, onde tomou consciência de que a globalização tem mudado os conceitos económicos. Ele sugere que o mundo é plano no sentido de que a globalização nivelou a competição entre os países industrializados e os países emergentes. Na sua opinião, esse nivelamento é resultado da convergência do computador pessoal (PC) com a fibra óptica e o crescimento do software de fluxo de trabalho. Ele cunhou o termo Globalização 3.0, diferenciando esse período da Globalização 1.0, na qual governos e corporações eram os grandes protagonistas e da Globalização 2.0, na qual companhias multinacionais conduziam a integração global.
Friedman cita vários exemplos de companhias na China e na Índia que, com digitadores e comunicadores de call centers, tornaram-se parte da cadeia de fornecimento de companhias como Dell, AOL e Microsoft. A Teoria Dell de Prevenção de Conflitos de Friedmann é discutida no penúltimo capítulo do livro.
Friedman, para efeito de organização dos conceitos, utiliza listas numeradas com rótulos provocatórios. Dois exemplos são "As 10 forças que nivelaram o mundo" e "As três convergências".

### Dez forças niveladoras
Friedman define dez niveladores actuando a nível global:
- #1: A queda do muro de Berlim - Esse evento datado de 9 de novembro de 1989 simboliza a queda do império soviético, marcando o fim da guerra fria (Friedmann ressalta a "fantástica coincidência cabalística de datas" com os onze de setembro); a partir disso, o embate capitalismo x comunismo foi dado como vencido pelo regime de livre mercado; as pessoas do outro lado do muro puderam juntar-se aos defensores da "Governação democrática"[2] e agregar-se à economia livre, praticada na maioria dos países. A Índia, por exemplo, desde o fim da era colonial adoptava o modelo económico estatal com sua infraestrutura toda estatal. Segundo Tarum Das, director da Confederação da Indústria Indiana, entrevistado por Friedmann, diz que o fardo da estatização continha a economia e por isso ele crescia a uma taxa anual de apenas 3%. Depois da queda do muro a Índia reformou o modelo económico e suspendeu uma série de barreiras comerciais. Três anos depois os índices de crescimento já alcançavam 7%. Além dessa clara demonstração do achatamento do mundo, Friedmann analisa o seu efeito na mudança cultural que tornou mais nítido o processo de globalização. Cita, para ilustrar, uma a história em sânscrito, que fala de um sapo que nasce dentro de um poço onde passa a vida toda. Sua visão de mundo é aquele poço. Depois que o muro de Berlim caiu "foi como se o sapo no poço pudesse de repente se comunicar com os sapos de todos os outros poços". E finaliza com uma frase de Amartya Sen, economista indiano, vencedor do Prêmio Nobel de Economia em 1998 e professor em Harvard: "Se comemoro a queda do Muro é por estar convencido que podemos aprender uns com os outros". Além disso, no início dos anos 1990 apareceu o Windows 3.0 consolidando a plataforma básica do mundo achatado: PC da IBM com um interface gráfico que facilitou a interacção, conectado a um modem apoiado pela rede telefônica mundial.
- #2: Netscape - Três eventos são citados como decisivos: a consolidação da infraestrutura de conectividade global, o surgimento da World Wide Web como um mundo virtual e o aparecimento do navegador Netscape, em 9 de agosto de 1995. Esse conjunto de factores modificou a utilização da Internet - de suas raízes como meio de comunicação usado primeiramente apenas por novos adeptos fissurados para algo acessível a qualquer pessoa entre cinco e 95 anos. Friedman esclarece a diferença entre Internet e World Wide Web citando uma explicação de Berners-Lee: A internet é uma rede feita de computadores e cabos, utilizada para troca de pacotes de informação (e-mail, por exemplo) e a WWW é um sistema de hipertexto global. A digitalização crescente transformou palavras, arquivos, documentos, filmes, músicas e imagens acessíveis e manipuláveis por qualquer um que tenha um computador conectado, em qualquer parte da Terra.
- #3: Software de Fluxo de Trabalho - A habilidade de máquinas conversarem com outras máquinas sem envolvimento humano.

Friedman acredita que essas três primeiras forças "tornaram-se a base sólida para a nova plataforma de colaboração global".
- #4: Código aberto - Comunidades fazendo Upload e colaborando em projetos online. Na versão editada no Brasil esse capítulo recebeu o nome de Uploading. Essa quarta força é considerada por Friedman a que causou maiores mudanças. Inicia esse tópico citando o Apache como exemplo de software elaborado e mantido coletivamente. A IBM apoiou seu desenvolvimento, após consenso entre a comunidade.
- #5: Outsourcing - Friedman argumenta que a Terceirização permitiu que as companhias dividissem suas atividades em componentes que poderiam ser sub-contratados e executados mais eficientemente e a custo menor.
- #6: Offshoring - A relocalização de um processo da companhia no exterior, com vistas a redução de custos.
- #7: Cadeia de fornecimento - Friedman compara a moderna cadeia de fornecimento a um rio e aponta, como melhor exemplo de utilização de tecnologia, a Wal-Mart que informatizou seus processos de vendas, distribuição e entrega.
- #8: Insourcing - Friedman cita a UPS como exemplo de insourcing (internalização), no qual os empregados da companhia desempenham serviços - além de entregas - para outras companhias. Por exemplo, UPS conserta computadores da Toshiba no lugar da própria Toshiba. O trabalho é feito na UPS por empregados da UPS.
- #9: In-formação - Google e outras ferramentas de busca são os exemplos. "Nunca houve tanta gente com habilidade de achar, elas mesmas, tanta informação sobre tantas coisas e sobre outras pessoas" escreve Friedman. O crescimento dos mecanismos de busca é imenso; por exemplo, diz Friedman, o Google "processa atualmente por volta de um bilhão de buscas por dia, quando processava 150 milhoões há apenas três anos.
- #10: "Os esteróides" - Dispositivos de uso pessoal móveis (Assistentes digitais pessoal (PDAs), Pagers, telefones sobre protocolo de internet (VoIP).

### Convergência tripla
Complemento as dez forças nivelados, Friedman oferece a "tripla convergência", três componentes adicionais que atuaram para criar um novo e nivelado campo de jogo global.
1. Até o ano 2000, os dez niveladores eram independentes uns dos outros. No entanto, por volta do ano 2000, todos eles convergiram-se. Essa convergência pode ser comparada aos bens complementares, cada nivelador fortalecendo outros. Quanto mais um nivelador se desenvolvia, mais nivelado o mundo ficava.
2. Depois do surgimento dos dez niveladores, um novo modelo de negócios foi necessário para alcançar sucesso. Em lugar de colaborar verticalmente (colaboração de cima para baixo, na qual inovação vem de cima), as empresas precisariam começar a colaborar horizontalmente. Horizontalização significa que companhias e pessoas colaboram com outros departamentos ou companhias para agregar valor ou inovação. Convergência II de Friedman ocorre quando a horizontalização e os dez niveladores começam a se reforçarem mutuamente.
3. Após a queda do muro de Berlim, os países que seguiram o modelo econômico soviético — incluindo a Índia, a China, a Rússia e as nações do Leste europeu, América latina e Ásia central — começaram a abrir suas economias. Quando esses novos Players se integraram ao mercado global, eles adicionaram energia e fortaleceram a colaboração horizontal no mundo todo. Desse modo, a Convergência III é a mais importante força que modela a política e a economia do começo do século XXI.

### Propostas de solução
Friedman acredita que para combater a crise do achatamento do mundo os Estados Unidos deveriam buscar atualizar a qualificação de sua mão-de-obra.

## Edições
- Primeira edição, Farrar, Straus and Giroux, 2005, ISBN 0-374-29288-4 — A ilustração de capa, reproduzindo uma pintura chamada "I Told You So" (eu te disse isso) de Ed Miracle, de um navio caindo de um abismo da Terra, foi mudada durante a impressão devido a problemas de direito autoral[3]